# Kalsaka-Silmi-Mossi
Pour les articles homonymes, voir Kalsaka (homonymie) et Foulbé.
Kalsaka-Silmi-Mossi est une localité située dans le département de Kalsaka de la province du Yatenga dans la région Nord au Burkina Faso.

## Géographie
Kalsaka-Silmi-Mossi est une entité satellite de Kalsaka, le chef-lieu du département, peuplée par les populations Silmi-Mossi soit un métissage entre populations Peulh et Mossi.

## Santé et éducation
Le centre de soins le plus proche de Kalsaka-Silmi-Mossi est le centre de santé et de promotion sociale (CSPS) de Kalsaka tandis que le centre médical avec antenne chirurgicale (CMA) de la province se trouve à Séguénéga.